# Hotel Esplanade
El Hotel Esplanade es un histórico hotel de lujo en Zagreb, Croacia, construido en 1925 en inmediaciones de la Estación Central de Zagreb para alojar a los pasajeros del famoso tren Orient Express.

## Historia
El hotel cinco estrellas, uno de los más antiguos de la ciudad, fue inaugurado el 22 de abril de 1925 en estilo art déco en la llamada 'herradura verde' de Zagreb, un conjunto de espacios verdes interconectados de la capital croata. Fue pensado para albergar a los pasajeros del tren Orient Express (considerado uno de los trenes más lujosos del mundo, que cubría la ruta París-Venecia-Estambul), ya que dos hoteles que había en Zagreb por aquellos años no tenían capacidad suficiente para satisfacer la demanda.
El concurso internacional de 1917 para su construcción atrajo a arquitectos como Adolf Loos, pero finalmente fue adjudicado a Otto Rehnig aunque el diseño fue modificado por el croata Dionis Sunko, reconocido como el arquitecto principal del Hotel Esplanade. Fue construido en 26 meses.
Desde abril de 1941, durante la Segunda Guerra Mundial, el hotel fue utilizado por cuatro años como cuartel general por la Gestapo y la Wehrmacht, y después del conflicto bélico se convirtió en una cocina pública. En la primera mitad de la década de 1950 fue reconstruido y reabierto al público en 1957.

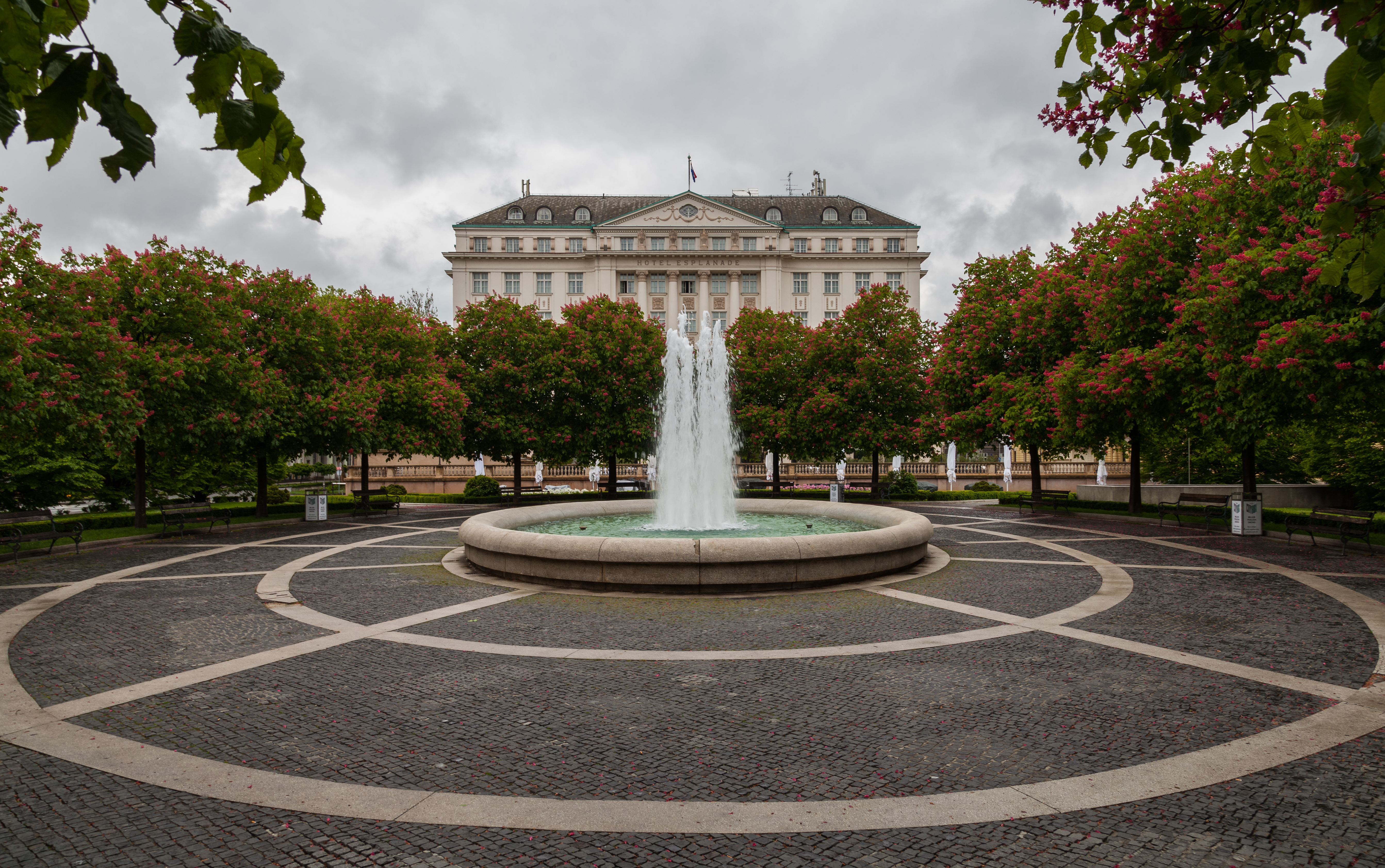
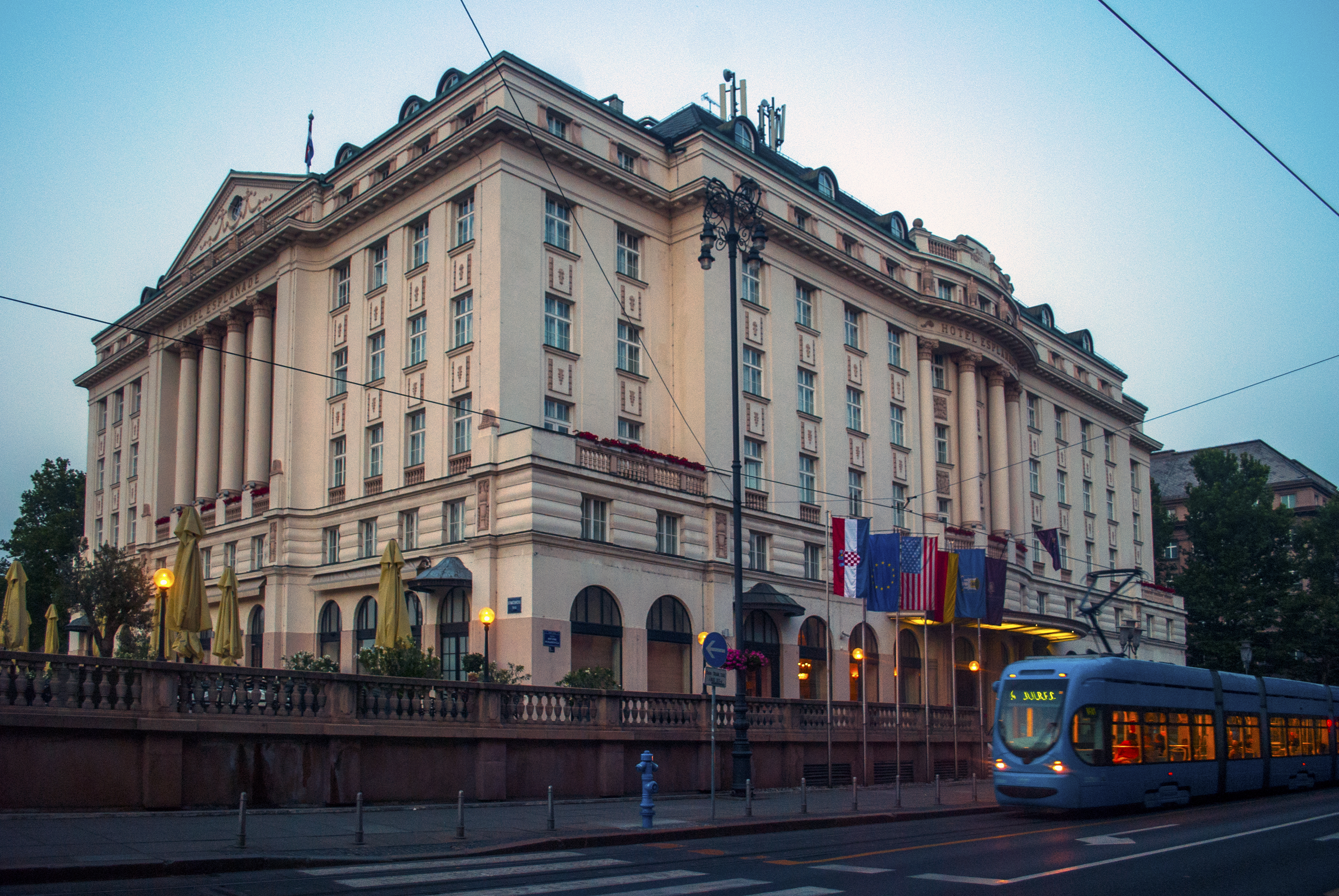
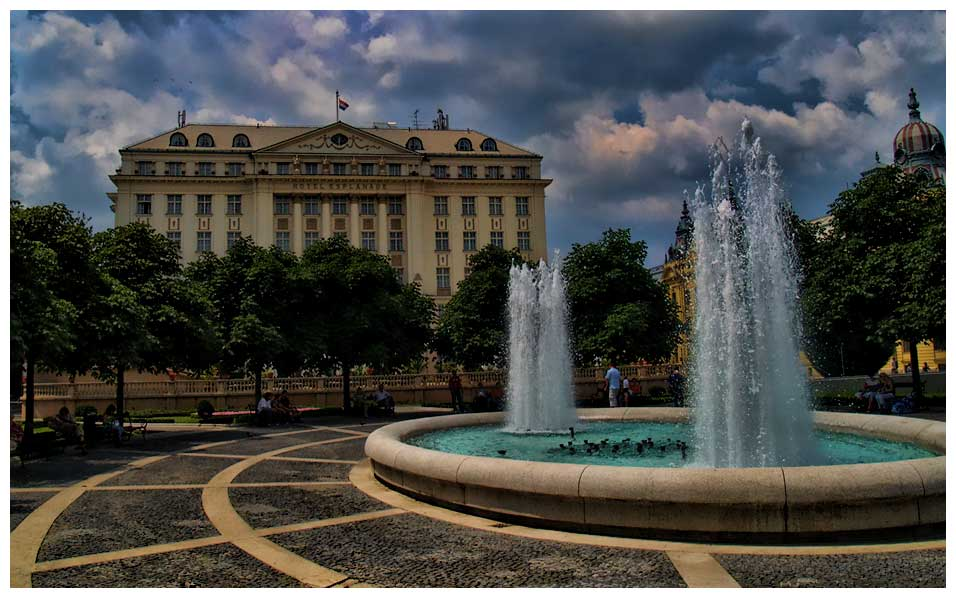
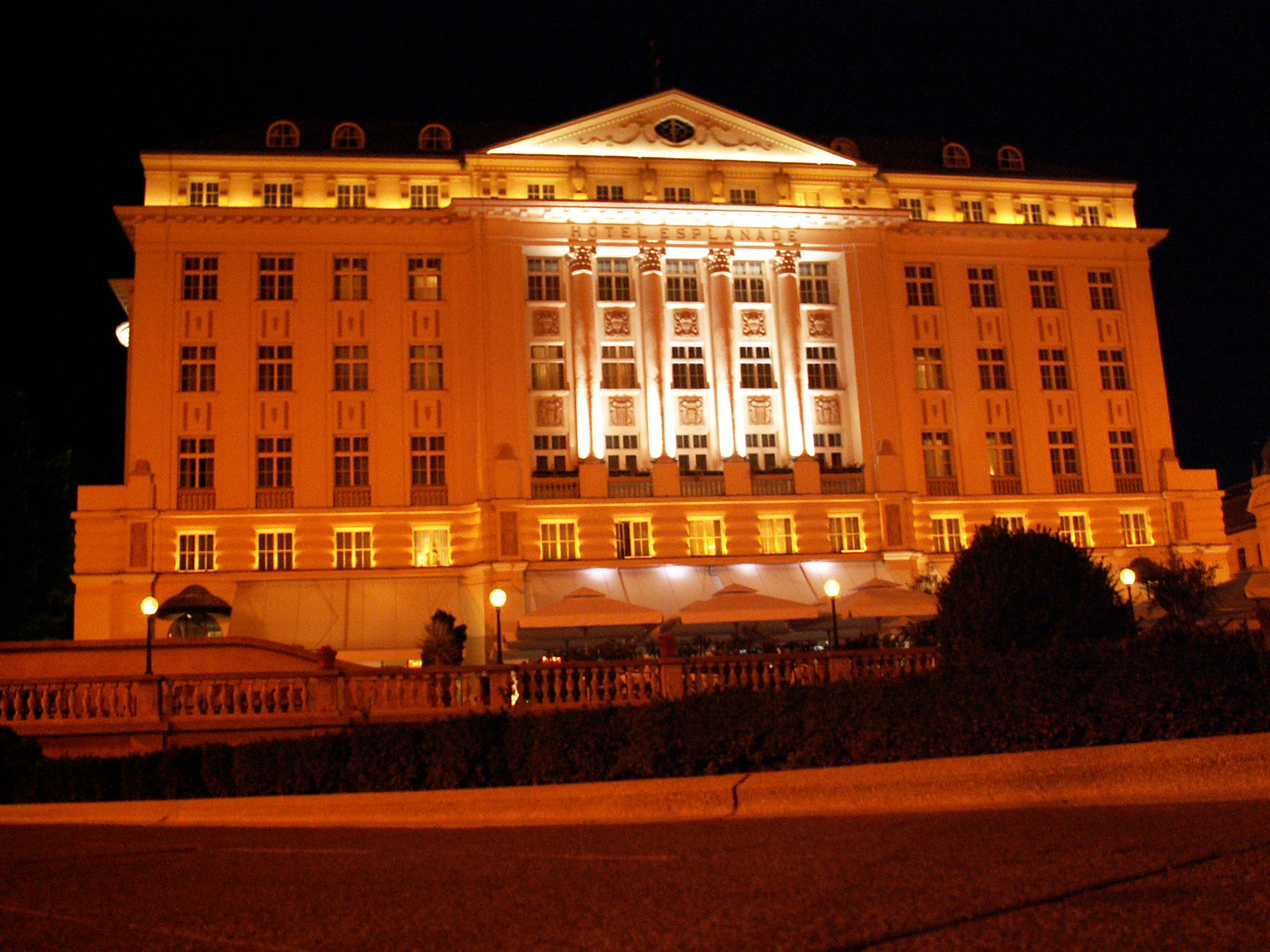

A lo largo de su historia hospedó a numerosas personalidades de todo el mundo, como Elizabeth Taylor, Anita Ekberg, Vivien Leigh, Richard Burton, Hugh Laurie, Orlando Bloom, Josephine Baker, Louis Armstrong, Joe Cocker, José Carreras, Tina Turner, Maria Callas, Lenny Kravitz, Shakira, Orson Welles, Alfred Hitchcock, Woody Allen, Richard Nixon, Alberto II de Mónaco, Hillary Clinton, Charles Lindbergh, David Beckham, Cristiano Ronaldo y Pelé, entre otros.
En 1989 se festejó en el hotel el Día de San Valentín, lo que sirvió para introducir esta celebración en el país. Fue además el primer hotel de Croacia con sitio web, lanzado en 1996.
El hotel experimentó una transformación entre 2002 y 2004, cuando fue restaurado por arquitectos de Zagreb y la empresa de arquitectura de interiores MKV Design que le agregaron un diseño moderno al lujo art déco.
El 22 de marzo de 2020, el terremoto de magnitud 5.4 que golpeó a Zagreb provocó daños en la fachada del hotel, así como en los pisos y algunas habitaciones, aunque no sufrió daños estructurales. El Hotel Esplanade debió cerrar sus puertas, acrecentando los problemas económicos que le provocó la pandemia de COVID-19. Reabrió a mediados de mayo de 2020.

## Servicios e instalaciones
El hotel, de 208 habitaciones, cuenta con un Health Club con un área de ejercicios, sauna, masajes, tratamiento de belleza y baño L'Occitane. En la Press Reader Zone ofrece revistas y periódicos. Tiene dos restaurantes (Zinfandel's y Le Bistro) y un bar (Esplanade 1925).
Tiene doce salas para reuniones y eventos, entre las que se destaca la Sala Esmeralda (en croata: Smaragdna dvorana), con capacidad para 400 personas.
Cuenta con un servicio de alquiler de patinetes eléctricos, y con cargadores eléctricos para Tesla y Porsche.
La aplicación móvil del hotel (disponible para dispositivos electrónicos con sistemas operativos macOS y Android) permite reservar, ordenar servicio a la habitación y operar los televisores como control remoto.
El hotel admite animales de compañía y ofrece un 'servicio de bienvenida VIP para perros'.

## Premios
El hotel Esplanade recibió doce premios de la revista Condé Nast Traveler entre 2007 y 2014 (entre ellos el premio de los lectores, la inclusión en la Gold List y el mejor hotel de Croacia), así como premios del World Luxury Hotel Award, TripAdvisor, Expedia Insider’s Select y Fodor's Choice. También los restaurantes Zinfandel’s y Le Bistro recibieron recomendaciones de la Guía Michelin, y la chef Ana Grgić fue premiada por la Gault&Millau Restaurant Guide.